# 島原泰雄
島原 泰雄（しまはら やすお、1943年 - ）は、日本の国文学者。皇學館大学名誉教授。近世文学が専門。2011年皇学館大学教授を定年、名誉教授。

## 著書

### 単著
- 『良寛―時空を越えて心に響く歌―』（皇學館大学出版部、2000）

### 編著
- 『飛鳥井雅章集』（古典文庫、1992-94
- 『深草元政集』（古典文庫、1977）

### 共編
- （鈴木健一、湯浅佳子）『近世堂上千首和歌集』（古典文庫、1997-98）
- （針原孝之、小池一行、半田公平）『和歌文学の流れ』（新典社、2005）

### 共著
- （大久保正）『国文学未翻刻資料集』（桜楓社、1981）